# Radnai István
Radnai István (1939. november 6. –) költő, novellista. 
Élete több irodalmi alkotóperiódusra osztható. 1972 és 1975 között mintegy 50 verset, illetve prózai művet publikált irodalmi folyóiratokban és hetilapokban. 2008 óta, új, legeredményesebb alkotóperiódusában számos folyóiratban jelennek meg írásai. Többek között az Alföld, a Jelenkor, az Életünk, majd a Hitel, a Tiszatáj, a Napút, az Agria, Partium, a Palócföld és még számos belföldi és határon kívüli folyóirat közölte verseit és novelláit. Egy regényen dolgozik.
Eddig 11 kötete jelent meg, megjelenésüket több alapítvány támogatta.
A MAGYAR KULTÚRÁÉRT KITÜNTETÉS birtokosa. Számos pályázaton eredményesen, illetve díjazottként szerepelt.
Tagja a Magyar Írószövetségnek és számos hazai és határon túli irodalmi társaságnak.

## Művei
- Bűnkehely. Versek; Littera Nova, Bp., 2010 (Új versek)
- Tilalmak kertje. Válogatott versek; Littera Nova, Bp., 2012
- Világtest a látható fényben. Válogatott versek; Rím, Bp., 2013
- Tűlevelű ünnep; Hungarovox, Bp., 2015
- "Aszalt kelkáposzta"; Rím, Bp., 2016
- Jégbefagyott fény. Versek; Hungarovox, Bp., 2016
- A bukás édessége; Dél-alföldi Művészeti Kapocs Alapítvány, Szeged, 2017 (DéeMKá könyvek)
- Lázad a csend – versek, Antológia Kiadó, Lakitelek 2019
- Elnyújtott pillanat – versek, Garbó Kiadó, Budapest 2019
- Szívtáji Magyarország – versek, Vörösmarty Társaság, Székesfehérvár 2019   valamint
- Valahol – novellák, Littera Nova, Bp. 2011
- Aszalt kelkáposzta – novellák, Rím könyvkiadó. Bp 2016
- Gutenberg meghal és feltámad – novellák Rím Könyvkiadó, Bp 2018